# Antidio di Besançon
Antidio (... – Besançon, V secolo) è stato vescovo di Besançon nella seconda metà del V secolo; è venerato come santo dalla Chiesa cattolica.

## Biografia
Secondo gli antichi cataloghi episcopali, Antidio (o Antido) fu il 15º vescovo di Besançon. Non si conosce l'epoca esatta del suo episcopato, successivo tuttavia a quello di Chelidonio, documentato storicamente verso il 444; di questo vescovo, secondo gli antichi cataloghi, Antidio fu il secondo o il terzo successore. Di lui non si conosce nulla, se non quanto menzionato in questi cataloghi, e cioè che morì martire durante la persecuzione del re vandalo Croco, e che venne sepolto nella chiesa di San Paolo.
Il riferimento a Croco, risalente all'XI secolo, è anacronistico, poiché, secondo alcuni autori, Croco non fu un vandalo e sarebbe vissuto nel III secolo, mentre Antidio non può essere anteriore alla seconda metà del V secolo. Secondo questa cronologia, il vescovo di Besançon potrebbe essere morto o durante l'invasione degli Alemanni verso il 465, oppure quella dei Burgundi verso il 477.
Di lui esiste una Vita o Passio, risalente all'XI secolo, assolutamente fantastica e di nessun valore storico. Secondo questo racconto, Antidio avrebbe subito il martirio nei pressi di Besançon, a Ruffey, dove il suo corpo rimase fino al 1044, quando fu traslato dal vescovo Hugues de Salins nella chiesa di San Paolo dentro la città di Besançon.
L'odierno martirologio, riformato a norma dei decreti del Concilio Vaticano II, ricorda il santo vescovo alla data del 17 giugno con queste parole: